# Richard Altmann
Pour les articles homonymes, voir Altmann.
Richard Altmann (12 mars 1852 - 8 décembre 1900) était un pathologiste et histologiste prussien, professeur d’anatomie à l’université de Leipzig. Il obtint son doctorat de médecine à l'Université de Giessen en 1877.

## Biographie
Altmann est connu pour son travail sur des petites granules qu’il appelle bioblastes, retrouvée dans le protoplasme des cellules. Il postule que les bioplastes sont des organismes élémentaires avec une autonomie métabolique et génétique. Les bioplastes sont appelées mitochondries de nos jours.
R.Altmann a également développé un colorant histologique permettant la coloration des mitochondries.
Il a proposé le terme acide nucléique en 1889, ce qui a remplacé le terme nucléine de Friedrich Miescher après qu'on a démontré que le nucléine est acide.